# Iszik-köl nemzetközi repülőtér
Az Iszik-köl nemzetközi repülőtér (kirgiz nyelven: Ысык-Көл эл аралык аэропорту, Isıq-Köl el aralıq aeroportu, ىسىق-كۅل ەل ارالىق اەروپورتۇ; orosz nyelven: Международный аэропорт «Иссык-Куль», Meždunarodnyj aeroport «Issyk-Kulj»)(IATA: IKU, ICAO: UAFL) Kirgizisztán egyik nemzetközi repülőtere, amely Tamchy közelében található. 
A korábban Tamchy repülőtérként ismert Iszik-köl nemzetközi repülőtér 1975-ben kezdte meg működését a közeli Csolpon-Ata repülőtér tartalékreptereként. A jelenlegi futópálya és terminál 2003-ban épült. Ugyanebben az évben a kirgiz kormány a Tamchy repülőteret átnevezte Iszik-köl nemzetközi repülőtérre. Ez egy 3C osztályú repülőtér, nincs műszeres leszállási lehetősége és csak a nappali órákban üzemel.
Az Iszik-köl nemzetközi repülőtér vám- és határellenőrzéssel rendelkezik, és belföldi és nemzetközi járatokat egyaránt kiszolgál. Tervezik a kifutópálya további 500 méterrel történő meghosszabbítását.

## Futópályák
A repülőtér futópályái:
- 07/25

## Légitársaságok és úticélok
| Légitársaság         | Célállomások                                 |
| -------------------- | -------------------------------------------- |
| Avia Traffic Company | Szezonális: Bishkek, Jalal-Abad, Osh         |
| Qazaq Air            | Szezonális charter: Almaty                   |
| S7 Airlines          | Szezonális: Novosibirsk                      |
| SCAT                 | Szezonális: Almaty                           |
| Ural Airlines        | Szezonális: Moscow-Domodedovo, Yekaterinburg |
| Uzbekistan Airways   | Szezonális: Tashkent                         |

## Forgalom
Az utasforgalom az elmúlt években az alábbi módon változott: